# System R
System R – przełomowy system bazodanowy zbudowany w latach 70. jako projekt badawczy IBM w San Jose Research Center (obecnie IBM Almaden Research Center). W systemie tym wprowadzono język zapytań SQL i wykazano wydajność przetwarzania transakcyjnego w relacyjnym modelu baz danych.